# NGC 276
NGC 276 é uma galáxia espiral barrada (SBb) localizada na direcção da constelação de Cetus. Possui uma declinação de -22° 40' 49" e uma ascensão recta de 0 horas, 52 minutos e 06,5 segundos.
A galáxia NGC 276 foi descoberta em 1886 por Frank Müller.